# Pedras Grandes
Pedras Grandes – miasto i gmina w Brazylii, w stanie Santa Catarina. Znajduje się w mezoregionie Sul Catarinense i mikroregionie Tubarão.